# Freiburger Kreis (NS-Zeit)
Der Freiburger Kreis war eine Gruppe von ordoliberalen Wirtschaftswissenschaftlern – Adolf Lampe, Constantin von Dietze und Walter Eucken – sowie Juristen und eine Reihe von evangelischen und katholischen Christen, die sich aus Anlass der Novemberpogrome 1938 seit Dezember 1938 in einem oppositionellen Gesprächskreis trafen, dem Freiburger Konzil. Dietze, Lampe und der Historiker Gerhard Ritter waren zudem Mitglieder in der Bekennenden Kirche. Zum Freiburger Kreis gehörten u. a. auch Clemens Bauer, Franz Böhm, Friedrich Delekat, Otto Dibelius, Otto Hof, Friedrich Justus Perels, Helmut Thielicke, Erik Wolf, Ernst Wolf und Leonhard Miksch.
Der Konzilkreis traf sich im monatlichen Abstand zwischen Dezember 1938 bis zu den Verhaftungen im Oktober 1944. Die Treffen bestanden jeweils aus einem Referat mit nachfolgender freier Diskussion. Man sprach über Themen zur Wirtschafts- und Gesellschaftsordnung und vor allem über die Frage, wie sie sich als Christen gegenüber dem NS-Staat verhalten sollten, der mit Inhumanität, Allmachtsanspruch, Führerkult, Rassismus und dem Missbrauch politischer Gewalt biblische Gebote missachtete und zudem eine „christliche Lebensgestaltung“ unmöglich machte.

## Teilgruppe Denkschrift
Die Leitung der Bekennenden Kirche beauftragte den Freiburger Kreis im Oktober 1942 damit, christlich-sozialethische Grundsätze zur Neuordnung Deutschlands für eine zukünftige ökumenische Weltkirchenkonferenz zu erarbeiten. Die Denkschrift sollte aber auch, unter Vermittlung der Bekennenden Kirche, in die Hände der Kriegsgegner gelangen, um damit auf eine Nachkriegsordnung Einfluss zu nehmen. Spätestens hiermit gehörte der Kreis zum Widerstand gegen den Nationalsozialismus. Ein Teil der Gruppe verfasste einen Entwurf, zu dessen Erörterung man auch Carl Friedrich Goerdeler einlud.
Daraus ging Anfang 1943 eine vor allem von Böhm, Dietze, Lampe, Erik Wolf und Ritter verfasste, umfangreiche Denkschrift mit dem Titel Politische Gemeinschaftsordnung: ein Versuch zur Selbstbesinnung des christlichen Gewissens in den politischen Nöten unserer Zeit hervor. Sie beinhaltete die Innen- und Außenpolitik sowie Fragen der gesellschaftlichen Werteordnung. Dienst am Nächsten und Gewissensfreiheit waren Schlüsselbegriffe; das Verhältnis von Staat, Gesellschaft und Individuum wurde auf personalistische Weise gedeutet. Zudem wurde ein christliches Widerstandsrecht zum Grundbestandteil einer künftigen rechtsstaatlichen Verfassung. Ein Schlüsselsatz lautete: „Es gibt keinen Dämon, der dringender der Zähmung und Fesselung bedürfte, als den Dämon der Macht.“

## Teilgruppe Arbeitsgemeinschaft Erwin von Beckerath
Eine andere Teilgruppe, darunter Böhm, Dietze, Eucken, Lampe und Erich Preiser, stellte als „Arbeitsgemeinschaft Erwin von Beckerath“ seit 1943 Überlegungen für eine künftige deutsche Wirtschaftsordnung an. Sie lehnten als Nationalökonomen, Finanz- und Staatswissenschaftler sowohl eine Zentralverwaltungswirtschaft als auch die Wirtschaftsverfassung des Laissez-faire ab. Erwin von Beckerath erstellte ein Gutachten für den Übergang von der Planwirtschaft zur Marktwirtschaft für die Nachkriegszeit. Damit leistete der Freiburger Kreis wesentliche theoretische Vorarbeiten für die später von Ludwig Erhard eingeführte soziale Marktwirtschaft der Bundesrepublik Deutschland.

## Verhaftungen und Folgen
Wegen ihrer Verbindung zu Goerdeler und Dietrich Bonhoeffer sowie ihrer Mitarbeit an der Denkschrift wurden u. a. Bauer, Dietze, Lampe, Perels und Ritter nach dem 20. Juli 1944 von der Gestapo verhaftet. Perels wurde dabei zum Tode verurteilt, u. a. wegen Nichtanzeige ihm bekannter Umsturzpläne, und in der Nacht vom 22. auf den 23. April 1945 in Berlin erschossen. Die überlebenden Mitglieder des Freiburger Kreises übten indes großen Einfluss auf die Nachkriegsordnung aus, besonders auf die Wirtschaftsverfassung.